# Сорквіти (гміна)
Гміна Сорквіти (пол. Gmina Sorkwity) — сільська гміна у північній Польщі. Належить до Мронґовського повіту Вармінсько-Мазурського воєводства.
Станом на 31 грудня 2011 у гміні проживало 4738 осіб.

## Територія
Згідно з даними за 2007 рік площа гміни становила 184.56 км², у тому числі:
- орні землі: 50.00%
- ліси: 28.00%

Таким чином, площа гміни становить 17.33% площі повіту.

## Населення
Станом на 31 грудня 2011:
| Опис     | Загалом | Загалом | Чоловіки | Чоловіки | Жінки | Жінки |
| -------- | ------- | ------- | -------- | -------- | ----- | ----- |
| одиниця  | осіб    | %       | осіб     | %        | осіб  | %     |
| все      | 4738    | 100     | 2367     | 49.96    | 2371  | 50.04 |
| міське   | 0       | 100     | 0        |          | 0     |       |
| сільське | 4738    | 100     | 2367     | 49.96    | 2371  | 50.04 |

## Сусідні гміни
Гміна Сорквіти межує з такими гмінами: Біскупець, Дзьвежути, Кольно, Мронґово, Пецкі, Решель.